# Emil Yanchev
Emil Yanchev (tiếng Bulgaria: Емил Янчев; sinh 8 tháng 2 năm 1999) là một cầu thủ bóng đá Bulgaria thi đấu ở vị trí tiền vệ cho Cherno More Varna.

## Sự nghiệp
Yanchev ra mắt đội chính trong thất bại 0–4 sân khách trước Ludogorets Razgrad ngày 1 tháng 5 năm 2017, vào sân từ ghế dự bị thay cho Nikolay Minkov. Ngày 6 tháng 7 năm 2017, anh ký hợp đồng chuyên nghiệp đầu tiên.

## Thống kê sự nghiệp
Tính đến  ngày 23 tháng 2 năm 2018
| Câu lạc bộ  | Mùa giải | Giải vô địch | Giải vô địch | Cúp     | Cúp       | Châu lục | Châu lục  | Tổng    | Tổng      |
| Câu lạc bộ  | Mùa giải | Số trận      | Bàn thắng    | Số trận | Bàn thắng | Số trận  | Bàn thắng | Số trận | Bàn thắng |
| ----------- | -------- | ------------ | ------------ | ------- | --------- | -------- | --------- | ------- | --------- |
| Cherno More | 2016–17  | 3            | 0            | 0       | 0         | —        | —         | 3       | 0         |
| Cherno More | 2017–18  | 5            | 0            | 0       | 0         | —        | —         | 5       | 0         |
| Cherno More | Tổng     | 8            | 0            | 0       | 0         | 0        | 0         | 8       | 0         |

## Sự nghiệp quốc tế
Yanchev được triệu tập vào đội hình U-18 Bulgaria thi đấu giao hữu trước U-18 Macedonia ngày 9 và 11 tháng 5 năm 2017. Ngày 12 tháng 9 năm 2017, anh ra mắt cho U-19 Bulgaria trong trận giao hữu trước U-19 Bosnia và Herzegovina.